# Савченко, Алексей Евгеньевич (хоккеист)
Алексе́й Евге́ньевич Са́вченко (7 июня 1983, Усть-Каменогорск, Казахская ССР, СССР) — казахстанский хоккеист, защитник. В настоящее время свободный агент.

## Биография
А. Е. Савченко — воспитанник усть-каменогорского хоккея.
В высшей лиге провел 295 игр, набрав 13+30 очков. В 30 играх в 1 лиге отметился одной шайбой и одной передачей.
В 120 играх чемпионата Казахстана отметился 7 шайбами и 13 передачами.
С 2010 года выступает в ВХЛ. Проведя 118 игр, забил 21 шайбу и сделал 29 результативных передач.
На чемпионатах мира выступал в 2001 (U18), 2003 (U20), 2008 (1 дивизион мирового хоккея).

## Достижения
- 2 место на чемпионате мира по хоккею (1 дивизион) — 2008
- чемпион Казахстана — 2005, 2007